# Representant Especial del Secretari General
Un Representant Especial del Secretari General és un expert altament respectat que ha estat nomenat pel secretari general de les Nacions Unides per representar-lo en reunions amb caps d'estat sobre qüestions crítiques de drets humans. Els representants poden realitzar visites al país per investigar les denúncies de violacions dels drets humans o actuar com a negociadors en representació de les Nacions Unides.

## Representants especials actuals
Alguns dels Representants Especials són:
- Michael Keating, Representant Especial per a Somàlia i Cap de la Missió d'Assistència de les Nacions Unides a Somàlia (UNSOM).[1]
- Louise Arbour, Representant Especial per a la migració internacional (des de març de 2017)[2]
- Pramila Patten, Representant Especial de les Nacions Unides sobre la Violència Sexual en Conflicte[3]
- Virginia Gamba, Representant Especial per a infants i conflictes armats[4]
- Marta Santos Pais, Representant Especial sobre la violència contra els nens
- Cecilia Jimenez-Damary, Representant Especial sobre els drets humans dels desplaçats interns (des de novembre de 2016)[5]
- John Ruggie, Representant Especial sobre drets humans i empreses transnacionals i altres empreses comercials
- Zahir Tanin, representant especial del Secretari General i cap de la Missió d'Administració Provisional de les Nacions Unides a Kosovo (UNMIK)
- Ján Kubiš, Representant Especial del Secretari General i cap de la Missió d'Assistència de les Nacions Unides per a l'Iraq (UNAMI)
- Tadamichi Yamamoto, Representant Especial del Secretari General per a Afganistan i responsable de la Missió d'Assistència de les Nacions Unides a l'Afganistan (UNAMA) (des de 2016)[6]
- David Nabarro, Representant Especial del Secretari General de seguretat alimentària i nutrició, coordinador del grup de treball d'alt nivell sobre la crisi mundial de seguretat alimentària (HLTF)
- Wolfgang Weisbrod-Weber, Representant Especial del Secretari General per al Sàhara Occidental i cap de la Missió de Nacions Unides pel Referèndum al Sàhara Occidental (MINURSO)
- Iqbal Singh Singha, Cap de Missió i Comandant de la Força de les Nacions Unides d'Observació de la Separació als Alts del Golan de Síria

## Representants Especials antics
Alguns dels antics representants especials inclouen:
- Peter Sutherland, representant especial per a la migració internacional (durant 2006-2017)[2]
- Zainab Hawa Bangura per Representant Especial sobre Violència Sexual en Conflicte
- William L. Swing, per a la Missió d'Estabilització de l'Organització de les Nacions Unides a la República Democràtica del Congo i Missió de Nacions Unides pel Referèndum al Sàhara Occidental
- Julian Harston, per Minurso, Sàhara Occidental.
- Martti Ahtisaari, per Namíbia
- Jan Pronk, per Sudan
- Sergio Viera de Mello, per l'Administració de Transició de les Nacions Unides a Timor Oriental, i Missió d'Assistència de les Nacions Unides per a l'Iraq.
- Sukehiro Hasegawa, per Timor Oriental
- Jean Arnault, per Afganistan
- Bernard Kouchner, per Kosovo
- Jacques Paul Klein, per Libèria
- Víctor Angelo, per la Missió de les Nacions Unides a la República Centreafricana i Txad
- Hina Jilani, per Defensors dels Drets Humans
- Yash Ghai, pels Drets humans a Cambodja
- Mohamed Sahnoun, al servei de la Primera Operació de les Nacions Unides a Somàlia.
- Ad Melkert, per Iraq
- Natalio C. Ecarma III, per la Força de les Nacions Unides d'Observació de la Separació

## Assessors Especials
- Juan E. Méndez, assessor especial per a la prevenció del genocidi